# 黒田龍馬
黒田龍馬（くろだ りょうま、1904年（明治37年）1月3日 - 1986年（昭和61年）6月18日）は、日本のジャーナリストで経営者。
毎日新聞社取締役、中部本社社長や毎日大阪会館社長を務めた。1921年 全国中学校大会で走高飛1m69cmの日本記録を樹立しアジア大会（当時：極東選手権大会）に出場。日本学生陸上競技連合の設立に関わる。
| くろだ りょうま 黒田 龍馬 | くろだ りょうま 黒田 龍馬               |
| ------------------------- | --------------------------------------- |
|                           |                                         |
| 生誕                      | 1904年（明治37年）1月3日                |
| 出生地                    | 日本 東京市神田区小川町(現 千代田区）   |
| 没年月日                  | 1986年（昭和61年）6月18日               |
| 出身校                    | 慶應義塾大学法学部政治学科卒業 大倉商業 |
| 職業                      | 毎日新聞社 取締役                       |
| 章                        | 日本学生陸上競技連合栄章受章者 功労章   |
| 配偶者                    | 冨美                                    |
| 親                        | 安吉(父）くり（母）                     |
| 子                        | 黒田正隆 (日本特殊陶業 取締役）         |
| 親族                      | 義父 荒田武卿                           |

## 来歴・人物

### 出生・幼少期
1904年 (明治37年）1月3日 東京市神田区小川町3番地にて父 安吉と母 くりの長男として生まれる。二人の弟と３人の妹の６人兄弟。
1911年（明治44年）4月 東京市小川尋常小学校(平成2年に閉校）に入学
1917年（大正6年）龍馬13歳 小川尋常小学校卒業。4月 和歌山県新和歌浦の母方の叔父、黒田長三郎に次弟 保次と寄宿。和歌山市立商業入学。

### 学生時代・オリンピック
1921年（大正10年）龍馬17歳、大倉高等商業学校（現 東京経済大学）全国中学校大会で走高跳 1m69cmの日本新記録で優勝。アジア大会（当時：極東選手権大会）に出場。東京経済大学の葵走会では「1921年（大正10年）に本学の前身大倉高等商業学校において黒田龍馬が走高跳で1m69cmの日本新記録（当時）を樹立。極東オリンピック（現・アジア大会）に日本代表として出場。我が部ではこれをもって輝ける大倉陸上競技のスタートとしています」と説明がされている。
1922年（大正11年）龍馬18歳 慶應義塾大学経済学部入学
1923年 (大正12年）第一回早慶戦 走高跳で1m65.5cmで優勝。極東選手権大会に走高跳で出場。この年の9月関東大震災起こる

### 日本学生陸上競技連合設立
日本学生陸上競技連合結成には夜通しで討論を続けたと記録がある。共に結成に尽力した京都大学の鈴木武 氏と江実 氏の京大寮で夜通し討論したとの記録がある。鈴木武と江実　共に日本学生陸上競技連合栄章受章者（功労章）で　ある。

### 新聞記者 時代
第二次世界大戦中はタイ バンコク支局長やシンガポール支局長として赴任。1943年（昭和18年）2月下旬にインドの独立運動家、自由インド仮政府国家主席兼インド国民軍最高司令官のスバス・チャンドラ・ボース氏と面会。終戦、玉音放送をシンガポール土屋夏彦氏の押入れで聞く。同年9月6日ジュロン抑留所に入る。12月6日引揚船にて大竹に帰国。帰国後　スポーツ毎日編集局局長（現 スポーツニッポン　通称スポニチ）、東京本社経済部部長、東京本社出版局局長を経て毎日新聞社取締役に就任。吉田茂や尾崎行雄 等 政界に強い繋がりがあった。

## 略歴
- 1921年 (大正10年）全国中学校大会（駒場）で走高跳で1m69cnの日本新記録で優勝。極東選手権大会（現アジア大会）上海に出場
- 1922年（大正11年）慶應義塾大学経済学部入学
- 1923年 (大正12年）第一回早慶戦 走高跳で1m65.5cmで優勝。極東選手権大会に走高跳で出場。この年の9月関東大震災起こる
- 1928年（大正28年）日本学生陸上競技連合設立。慶應義塾大学法学部政治学科卒業。東京日日新聞社（現毎日新聞社）編集局入社
- 1933年（昭和8年）経済部へ
- 1936年（昭和11年）2月 二・二・六事件起る。3月1日　荒田武卿の子 冨美と結婚
- 1942年（昭和17年）11月15日 タイ バンコク支局長として赴任 (龍馬作の歌が日泰同盟の１位入選）
- 1944年（昭和19年）9月20日　シンガポール支局長として赴任
- 1945年（昭和20年）8月15日　玉音放送はシンガポール、土屋夏彦宅の押入れにて聞く
- 1946年（昭和21年）2月6日　東京本社事業部部長
- 1948年（昭和23年）5月1日　スポーツ毎日（現 スポーツニッポン　通称スポニチ）編集長兼務 出版局（東京）「スポーツ紙唯一の全国紙」をスローガンに1949年2月1日創刊　初代社長は戦前のオリンピックマラソン代表だった津田晴一郎である。
- 1955年（昭和30年）10月15日 毎日新聞東京本社出版局 局長
- 1958年（昭和33年）1月21日 毎日新聞社取締役に就任、中部本社社長
- 1961年（昭和36年）毎日新聞社取締役を辞任、毎日大阪会館専務取締役に就任
- 1979年（昭和54年）毎日大阪会館社長に就任
- 1985年（昭和60年）毎日大阪会館相談役

## その他
- 社団法人日本学生陸上競技連合便覧
- 神田尋常小学校
- 大倉高等商業学校（現 東京経済大学）陸上部の歩み